# Sparks (banda)
- Nota: Para a cidade homónima do estado de Nevada, Estados Unidos: consulte o artigo Sparks

Sparks é uma banda estado-unidense de rock e pop formada em Los Angeles em 1970 pelos irmãos Ron Mael (tecladista) e Russell Mael (vocalista).

## Biografia
A história dos Sparks mede cinco décadas, começando na psicodelia do final dos anos 1960, passando pela experimentação eletrônica no final dos anos 1970, atingindo enorme sucesso com o new wave dos anos 1980 nos E.U.A, e retornando nos anos 1990.
Os irmãos Ron e Russell Mael cresceram em Pacific Palisades, Los Angeles, e durante sua carreira já criaram vários hits, mas o conhecido "This Town Ain't Big Enough for Both of Us" que foi regravado por bandas como British Whale e Siouxsie & the Banshees.
A discografia dos Sparks passa por diversas épocas e gêneros mas sem perder suas características essenciais, como no álbum Kimono My House, de 1974, onde, segundo Stephen Cook do AllMusic, o Sparks consegue seu melhor registro com "seus vocais operísticos e letras sempre inteligentes".
Quase todos as canções são marcadas por ironia e um senso de humor muito, ora elogiado, ora criticado pelo excesso e temas "imaturos". Segundo Robert Christgau, no álbum Introducing Sparks o "cinismo adolescente e mimado, ainda está lá, e ainda é odioso". Contudo, Christgau elogia o álbum No. 1 in Heaven, de 1979, produzido por Giorgio Moroder, que demonstra sua influencia no uso ostensivo de sintetizadores, o disco contém arranjos que parecem "truques de mágica". Neste álbum os Sparks demonstram seu "gênio do mal", manifesto na faixa título:
"A música título, soa como "Baba O'Riley" e depois transforma-se em Eno (ou será que Gentle Giant?). Diversão, diversão, diversão." Robert Christgau.
Lil' Beethoven, de 2002, se diferencia de todo material produzido anteriormente, neste caso os irmãos Mael são acompanhados por uma orquestra. Segundo, Chris Jones da BBC:
"O estúdio é o instrumento aqui. "Canções" são construídos a partir de camadas de vozes, cordas, tímpanos e piano. Versos e refrões são reduzidos a piadas repetitivas." Chris Jones

## Discografia

### Álbuns
| Ano  | Título                                         | Gravadora        | UK | E.U.A |
| ---- | ---------------------------------------------- | ---------------- | -- | ----- |
| 1971 | Halfnelson"                                    | Bearsville       | -  | -     |
| 1972 | A Woofer in Tweeter's Clothing"                | Warner Bros.     | -  | -     |
| 1974 | Kimono My House                                | Island           | 4  | -     |
| 1974 | Propaganda                                     | Island           | 9  | 63    |
| 1975 | Indiscreet                                     | Island           | 18 | -     |
| 1976 | Big Beat"                                      | Island           | -  | -     |
| 1977 | Introducing Sparks                             | Columbia         | -  | -     |
| 1979 | No. 1 In Heaven                                | Virgin           | 73 | -     |
| 1980 | Terminal Jive                                  | Virgin           | -  | -     |
| 1981 | Whomp That Sucker                              | Why-Fi           | -  | 182   |
| 1982 | Angst in My Pants                              | Atlantic Records | -  | 173   |
| 1983 | In Outer Space                                 | Atlantic Records | -  | 88    |
| 1984 | Pulling Rabbits Out of a Hat                   | Atlantic Records | -  | -     |
| 1986 | Music That You Can Dance To                    | Curb             | -  | -     |
| 1988 | Interior Design                                | Underdog         | -  | -     |
| 1994 | Gratuitous Sax & Senseless Violins             | Logic            | -  | -     |
| 1998 | Plagiarism                                     | Roadrunner       | -  | -     |
| 2000 | Balls (álbum)\|Balls                           | Recognition      | -  | -     |
| 2002 | Lil' Beethoven                                 | Artful           | -  | -     |
| 2006 | Hello Young Lovers (álbum)\|Hello Young Lovers | Gut Records      | 66 | -     |

### Singles
| Ano  | Single                                                                    | Gravadora  | U.K. Singles | E.U.A Billboard | E.U.A Dance | FR singles | GER Singles | Álbum                              |
| ---- | ------------------------------------------------------------------------- | ---------- | ------------ | --------------- | ----------- | ---------- | ----------- | ---------------------------------- |
| 1971 | "Wonder Girl"                                                             | Bearsville | -            | -               | -           | -          | -           | Sparks/Halfnelson                  |
| 1972 | "Girl From Germany"                                                       | Bearsville | -            | -               | -           | -          | -           | A Woofer In Tweeter's Clothing     |
| 1974 | "This Town Ain't Big Enough for Both of Us"                               | Island     | 2            | -               | -           | -          | -           | Kimono My House                    |
| 1974 | "Amateur Hour"                                                            | Island     | 7            | -               | -           | -          | -           | Kimono My House                    |
| 1974 | "Never Turn Your Back On Mother Earth"                                    | Island     | 13           | -               | -           | -          | -           | Propaganda                         |
| 1974 | "Something For The Girl With Everything"                                  | Island     | 17           | -               | -           | -          | -           | Propaganda                         |
| 1975 | "Get In The Swing"                                                        | Island     | 27           | -               | -           | -          | -           | Indiscreet                         |
| 1975 | "Looks, Looks, Looks"                                                     | Island     | 26           | -               | -           | -          | -           | Indiscreet                         |
| 1976 | "Big Boy"                                                                 | Island     | -            | -               | -           | -          | -           | Big Beat                           |
| 1976 | "I Like Girls"                                                            | Island     | -            | -               | -           | -          | -           | Big Beat                           |
| 1977 | "A Big Surprise"                                                          | Columbia   | -            | -               | -           | -          | -           | Introducing Sparks                 |
| 1979 | "The Number One Song In Heaven"                                           | Virgin     | 14           | -               | -           | -          | -           | No. 1 In Heaven                    |
| 1979 | "Beat The Clock"                                                          | Virgin     | 10           | -               | -           | -          | -           | No. 1 In Heaven                    |
| 1979 | "Tryouts For The Human Race"                                              | Virgin     | 45           | -               | -           | -          | -           | No. 1 In Heaven                    |
| 1980 | "When I'm With You"                                                       | Virgin     | -            | -               | -           | 1          | -           | Terminal Jive                      |
| 1980 | "Young Girls"                                                             | Virgin     | -            | -               | -           | -          | -           | Terminal Jive                      |
| 1981 | "Tips For Teens"                                                          | Why-Fi     | -            | -               | -           | -          | -           | Whomp That Sucker                  |
| 1981 | "Funny Face"                                                              | Why-Fi     | -            | -               | -           | -          | -           | Whomp That Sucker                  |
| 1982 | "I Predict"                                                               | Atlantic   | -            | 60              | -           | -          | -           | Angst In My Pants                  |
| 1983 | "Cool Places" (com Jane Wiedlin)                                          | Atlantic   | -            | 49              | -           | -          | -           | In Outer Space                     |
| 1984 | "With All My Might"                                                       | Atlantic   | -            | -               | 28          | -          | -           | Pulling Rabbits Out of a Hat       |
| 1985 | "Change"                                                                  | London     | -            | -               | -           | -          | -           |                                    |
| 1986 | "Music That You Can Dance To"                                             | Curb       | -            | -               | 6           | -          | -           | Music That You Can Dance To        |
| 1986 | "Fingertips" (Remix) / "The Scene (Remix)"                                | Curb       | -            | -               | 38          | -          | -           | Music That You Can Dance To        |
| 1988 | "Singing in the Shower" (com Les Rita Mitsouko)                           | ?          | -            | -               | -           | ?          | -           | Marc et Robert                     |
| 1989 | "So Important"                                                            | Underdog   | -            | -               | 8           | -          | -           | Interior Design                    |
| 1989 | "Just Got Back From Heaven"                                               | Underdog   | -            | -               | 7           | -          | -           | Interior Design                    |
| 1993 | "National Crime Awareness Week"                                           | Finelex    | -            | -               | -           | -          | -           | -                                  |
| 1994 | "When Do I Get To Sing 'My Way'"                                          | Logic      | 38           | -               | -           | -          | 7           | Gratuitous Sax & Senseless Violins |
| 1995 | "(When I Kiss You) I Hear Charlie Parker Playing"                         | Logic      | 36           | -               | 24          | -          | -           | Gratuitous Sax & Senseless Violins |
| 1995 | "When Do I Get To Sing 'My Way'"                                          | Logic      | 32           | -               | -           | -          | -           | Gratuitous Sax & Senseless Violins |
| 1996 | "Now That I Own The BBC"                                                  | Logic      | 60           | -               | -           | -          | -           | Gratuitous Sax & Senseless Violins |
| 1997 | "The Number One Song in Heaven" (regravado)                               | Roadrunner | 70           | -               | 28          | -          | -           | Plagiarism                         |
| 1997 | "This Town Ain't Big Enough for Both of Us" (regravado com Faith No More) | Roadrunner | 40           | -               | -           | -          | -           | Plagiarism                         |
| 2001 | "The Calm Before The Storm"                                               | Universal  | -            | -               | -           | -          | -           | Balls                              |
| 2001 | "More Than A Sex Machine"                                                 | Universal  | -            | -               | -           | -          | -           | Balls                              |
| 2001 | "The Angels"                                                              | Universal  | -            | -               | -           | -          | -           | Balls                              |
| 2003 | "Suburban Homeboy"                                                        | Artful     | -            | -               | -           | -          | -           | Lil' Beethoven                     |
| 2006 | "Perfume"                                                                 | Gut        | 80           | -               | -           | -          | -           | Hello Young Lovers                 |
| 2006 | "Dick Around" / "Waterproof"                                              | Gut        | -            | -               | -           | -          | -           | Hello Young Lovers                 |